# Моногамија
Моногамија је обичај или стање у коме особа има само једног партнера (мужа или жену) у једном периоду током свог живота. Термин се такође примењује на социјално понашање неких животиња, а односи се на стање да имају само једног партнера истовремено. Реч моногамија долази од грчког  (један или сам), и , што значи брак или савез. У дословном преводу, израз моногамија значи бити венчан са једном особом. Тренутно се израз моногамија користи и за венчане и за невенчане парове.

## Учесталост код људи

### Расподела социјалне моногамије
Према Етнографском атласу Џорга П. Мердока, од 1.231 забележеног друштва из целог света, 186 је било моногамно; 453 је имао повремену многоженство; 588 је имало чешту полигинију; а 4 су имала полиандрију. (Ово не узима у обзир релативну популацију сваког од проучаваних друштава; стварна пракса полигамије у толерантном друштву може заправо бити ниска, с тим што већина претендантних полигамиста практикује моногамни брак.)
Развод и поновни брак могу резултирати „серијском моногамијом”, тј. вишеструким браковима, али истовремено само једним законским супружником. Ово се може протумачити као облик плуралног парења, као и она друштва у којима доминирају породице са женским поглаваром на Карибима, Маурицијусу и Бразилу, где је честа ротација невенчаних партнера. Све у свему чине 16 до 24% „моногамне” категорије.

### Преваленција сексуалне моногамије
Преваленца сексуалне моногамије може се оквирно проценити као проценат ожењених који се не упуштају у ванбрачни секс. Стандардни међукултурни узорак описује количину ванбрачног секса мушкараца и жена у преко 50 прединдустријских култура. Количина ванбрачног секса код мушкараца описана је као „универзална” у 6 култура, „умерена” у 29 култура, „повремена” у 6 култура и „неуобичајена” у 10 култура. Количина ванбрачног секса код жена описује се као „универзална” у 6 култура, „умерена” у 23 културе, „повремена” у 9 култура и „неуобичајена” у 15 култура.
Истраживања спроведена у незападним земљама (2001) такође су утврдила културне и полне разлике у ванбрачном сексу. Студија сексуалног понашања у Тајланду, Танзанији и Обали Слоноваче сугерише да се око 16—34% мушкараца упушта у ванбрачни секс, док се много мањи (непријављени) проценат жена учествује у ванбрачном сексу. Студије у Нигерији откриле су да се око 47–53% мушкараца и 18–36% жена практикује ванбрачни секс. Истраживање брачних и ванбрачних парова из Зимбабвеа из 1999. године извештава да је 38% мушкараца и 13% жена учествовало у ванбрачним сексуалним везама током последњих 12 месеци.
Многа истраживања у којима су постављана питања о ванбрачном сексу у Сједињеним Државама ослањала су се на практичне узорке: истраживања на онима који су лако доступни (нпр. студентима волонтерима или добровољачким читаоцима часописа). Могуће је да ови узорци из погодности тачно не одражавају популацију Сједињених Држава у целини, што може проузроковати озбиљне пристраности у резултатима анкете. Према томе, пристрасност у узорковању може бити разлог зашто су рана истраживања ванбрачног секса у Сједињеним Државама дала широко различите резултате: таква рана истраживања која користе узорке погодности (1974, 1983, 1993) известила су о широком распону од 12–26% удатих жене и 15–43% ожењених мушкараца који практикују ванбрачни секс. Три студије су користиле национално репрезентативне узорке. Ове студије (1994, 1997) откриле су да се око 10-15% жена и 20-25% мушкараца бави ванбрачним сексом.
Истраживање Колина Хофона на 566 хомосексуалних мушких парова са подручја залива Сан Франциска (2010) показало је да је 45% имало моногамне везе. Међутим, Кампања за људска права је, на основу извештаја Роквеј института, изјавила да „ГЛБТ млади људи ... желе да свој одрасли живот проведу у дуготрајној вези одгајајући децу”. Прецизније, преко 80% анкетираних хомосексуалаца очекивало је да ће бити у моногамној вези након 30. године.

### Преваленција генетичке моногамије
Учесталост генетске моногамије може се проценити на основу ванпартнерског очинства. Очинство изван пара је када потомци одгајани од моногамног пара долазе од жене која се парила са другим мушкарцем. Стопе очинства ван породице нису опсежно проучаване код људи. Многи извештаји о очинству ван пара мало су више од цитата заснованих на трачу, анегдотама и необјављеним налазима. Симонс, Фирман, Родс и Питерс прегледали су 11 објављених студија очинства изван парова са различитих локација у Сједињеним Државама, Француској, Швајцарској, Великој Британији, Мексику и међу домородачким Јаномами Индијанцима из Амазонске прашуме у Јужној Америци. Стопе очинства изван пара кретале су се од 0,03% до 11,8%, иако је већина локација имала низак проценат таквог очинства. Средња стопа очинства ван пара била је 1,8%. У засебном прегледу 17 студија које су спровели Белис, Хјуз, Хјуз и Аштон пронађене су нешто веће стопе очинства ван пара. Стопе су варирале од 0,8% до 30% у овим студијама, са средњом стопом од 3,7% очинства ван пара. Опсег од 1,8% до 3,7% очинства изван пара подразумева опсег од 96% до 98% генетске моногамије. Иако се учесталост генетске моногамије може разликовати од 70% до 99% у различитим културама или друштвеним окружењима, велики проценат парова остаје генетски моногаман током својих веза. Један преглед, у коме је размотрено 67 других студија, известио је о очинству ван пара, у различитим друштвима, у распону од 0,4% до преко 50%.
Прикривена нелегитимност је ситуација која настаје када неко за кога се претпоставља да је отац детета (или мајка) заправо није биолошки отац (или мајка). У медијима се понекад претпостављају фреквенције до 30%, али истраживање социолога Мајкла Гилдинга прати ова прецењивања уназад до једне неформалне опаске на једној конференцији 1972. године.
Откривање несумњиве нелегитимности може се догодити у контексту медицинско-генетског скрининга, у истраживању генетске фамилије, и у имиграционом тестирању. Такве студије показују да је прикривена нелегитимност у ствари мања од 10% међу узоркованим афричким популацијама, мања од 5% међу узоркованим индијанским и полинезијским становништвом, мања од 2% узоркованог становништва Блиског истока и генерално 1% –2% међу европским узорцима.
Грешке педигреа су добро познат извор грешака у медицинским студијама. Када се покушају проучити медицинске тегобе и њихове генетске компоненте, постаје веома важно да се разумеју стопе неочинства и грешке у родословљу. Постоје бројни софтверски пакети и поступци за исправљање података о истраживању због родословних грешака.